# Rolls-Royce Tay (turbofan)
Il Rolls-Royce RB.183 Tay è un turbofan prodotto da Rolls-Royce plc sviluppato a partire dal Rolls-Royce Spey Mk. 555-15.

## Sviluppo
Il progetto del Tay è stato presentato nel 1983. Le parti di alta pressione sono derivate da quelle dello RB.183 Mk 555-15 Spey Junior in servizio sui Fokker F28, mentre il fan è derivato direttamente da quello del Rolls-Royce RB211-535E4; il compressore di bassa pressione e la turbina di bassa pressione sono stati sviluppati a partire da quelli del RB211. Il Tay, nella versione allora denominata 610-8, è stato avviato per la prima volta nel 1984 ed ha ricevuto la certificazione della Civil Aviation Authority nel giugno 1986. Il Tay 650 è stato certificato nel giugno 1988.

## Tecnica

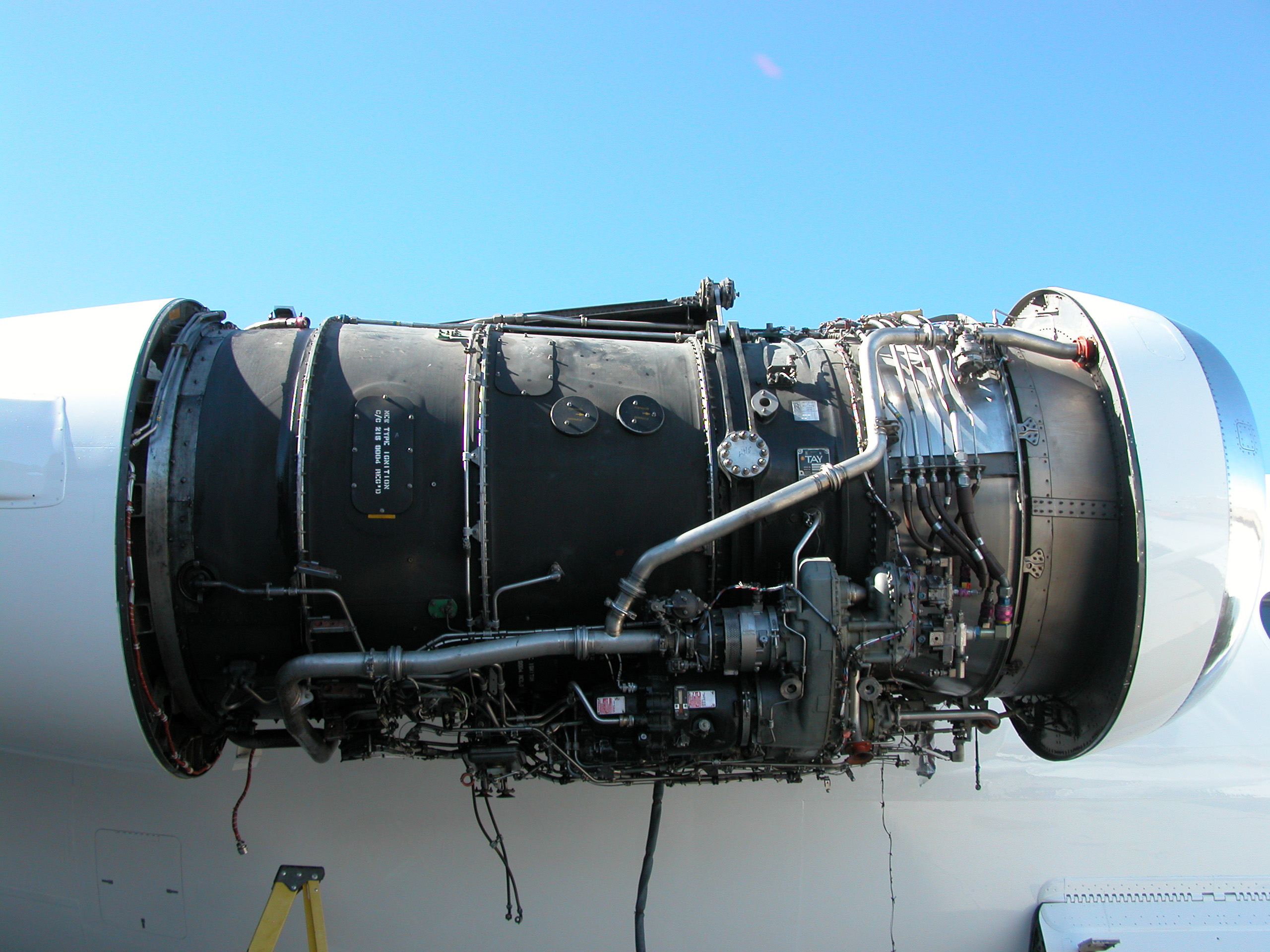
Tay 650-15 su un Fokker F100

Il Tay è un turbofan a flussi associati bialbero a medio rapporto di bypass che è costituito da un fan di diametro 1 118 o 1 138 mm, un compressore di bassa pressione assiale a 3 stadi, un compressore di alta pressione assiale a 12 stadi, una camera di combustione tuboanulare, una turbina di alta pressione a 2 stadi e una turbina di bassa pressione a 3 stadi.
Il fan è costituito da 22 palette a corda larga realizzate in titanio e installate sull'albero tramite incastri a coda di rondine; l'utilizzo di palette a corda larga comporta un incremento dell'efficienza della ventola e della resistenza a corpi estranei e una riduzione della rumorosità generata dalla rotazione del fan. Il compressore di bassa pressione è installato sull'albero del fan ed ha palette in titanio, il compressore di alta pressione ha palette in acciaio e al suo ingresso sono installate inlet guide vanes ad incidenza variabile anch'esse in acciaio.
La camera di combustione è di tipo tuboanulare con 10 combustori da un iniettore ciascuno; è realizzata con un materiale sviluppato da Rolls-Royce denominato Transply costituito da due lamine di lega di nichel resistenti alle alte temperature con dei fori sulle pareti e dei collegamenti interni alle lamine. La scelta del materiale è stata dettata dal fatto di dovere utilizzare una grande quantità di aria per raffreddare le pareti del combustore che però può disturbare la combustione; il Transply, già utilizzato nello Spey Mk. 555-15, consente di convogliare parte dell'aria utilizzata per il raffreddamento verso la zona di combustione primaria aumentando la vorticità della miscela. La camera di combustione delle versioni 611 e 620 si differenzia da quella delle versioni 650 e 651 in quanto nelle prime l'iniezione di combustibile avviene tramite un getto in pressione mentre nelle seconde avviene nebulizzando il getto.

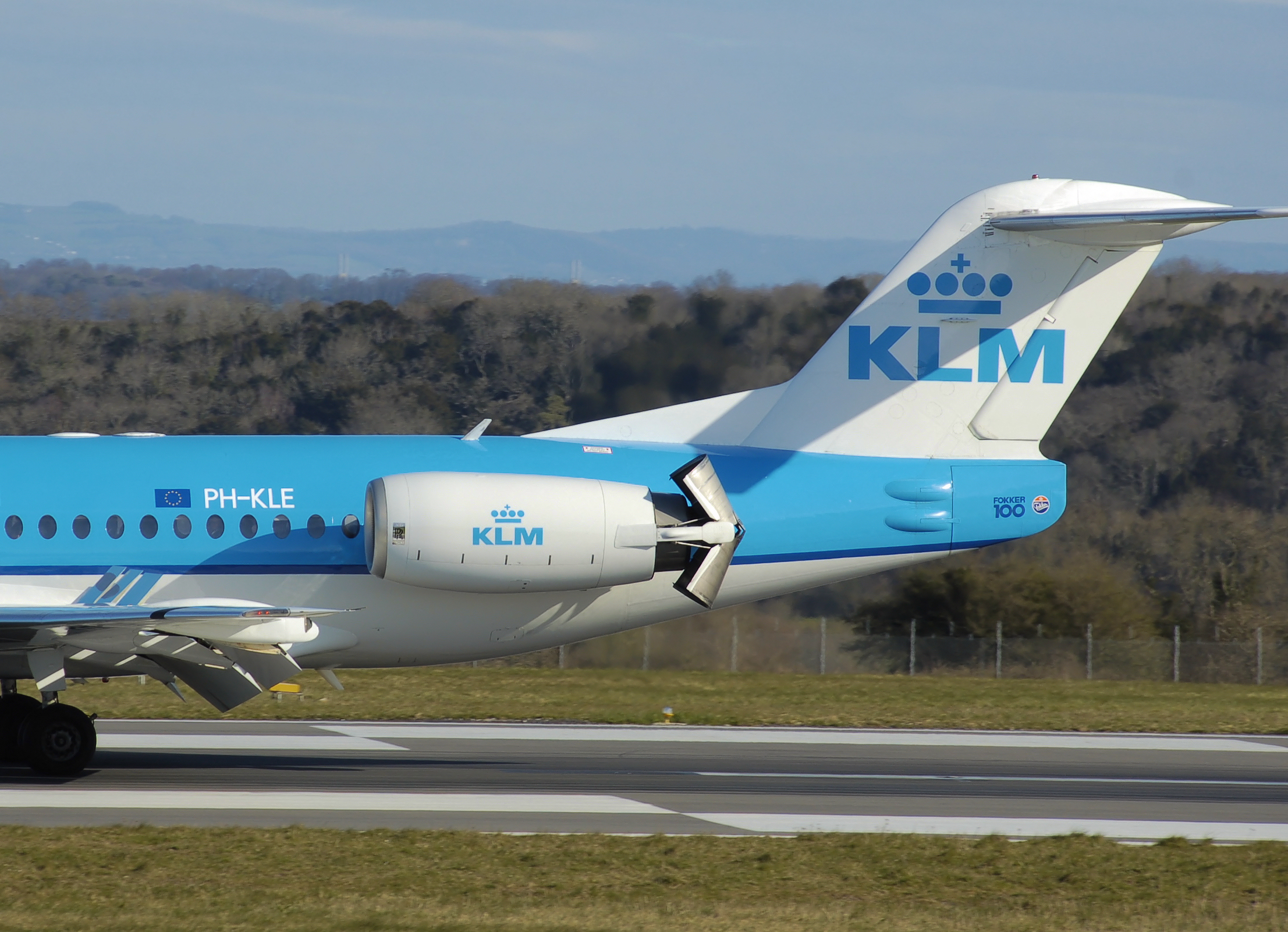
Inversori di spinta di un Tay 620-15 su un F100

La turbina di alta pressione delle versioni 611 e 620 è identica a quella dello Spey Mk. 555-15 ed è raffreddata solamente sulle palette del primo stadio, mentre sulle versioni 650 e 651 la turbina è ridisegnata e raffreddata in entrambi gli stadi oltre che nel primo stadio di bassa pressione. La turbina di bassa pressione è derivata da quella del RB211-535E4. Il fan e il compressore di bassa pressione ruotano alla stessa velocità e sono installati sull'albero della turbina di bassa pressione, il compressore di alta pressione è installato sull'albero della turbina di alta pressione. Il condotto di bypass è realizzato in materiali compositi in fibra di carbonio.
Nella camera di miscelazione il flusso caldo e il flusso freddo vengono miscelati riducendo la velocità del getto e di conseguenza riducendo il rumore generato dall'efflusso.

## Varianti
- Tay 611-8: versione originale per i Gulfstream IV
- Tay 620-15: versione per i Fokker F100 e F70
- Tay 650-15: versione concepita originariamente per i BAC One-Eleven ma successivamente adattata ai Fokker F100
- Tay 651-54: versione identica al 650-15 ma adattata per una conversione dei Boeing 727-100 dal Pratt & Whitney JT8D
- Tay 611-8C: derivato dal 611-8 con il fan ridisegnato e con un nuovo sistema di controllo elettronico[7]

## Caratteristiche
| Versione                         | 611-8                          | 620-15                 | 650-15           | 651-54           | 611-8C                          |
| -------------------------------- | ------------------------------ | ---------------------- | ---------------- | ---------------- | ------------------------------- |
| Stadi di compressione            | 1 F, 3 LP, 12 HP               | 1 F, 3 LP, 12 HP       | 1 F, 3 LP, 12 HP | 1 F, 3 LP, 12 HP | 1 F, 3 LP, 12 HP                |
| Stadi di espansione              | 2 HP, 3 LP                     | 2 HP, 3 LP             | 2 HP, 3 LP       | 2 HP, 3 LP       | 2 HP, 3 LP                      |
| Lunghezza                        | 2 407 mm                       | 2 407 mm               | 2 407 mm         | 2 407 mm         | 2 407 mm                        |
| Diametro massimo                 | 1 796 mm                       | 1 796 mm               | 1 796 mm         | 1 796 mm         | 1 796 mm                        |
| Peso a secco                     | 1 476 kg                       | 1 501 kg               | 1 595 kg         | 1 628 kg         | 1 538 kg                        |
| Diametro del fan                 | 1 118 mm                       | 1 118 mm               | 1 138 mm         | 1 138 mm         | 1 138 mm                        |
| BPR                              | 3,04                           | 3,04                   | 3,07             | 3,07             | 3,2                             |
| Rapporto di compressione globale | 15,8                           | 15,8                   | 16,2             | 16,2             | 16,6                            |
| Turbine gas temperature          | 715 °C                         | 735 °C                 | 795 °C           | 795 °C           | 715 °C                          |
| Spinta al decollo                | 61,61 kN                       | 61,61 kN               | 67,17 kN         | 67,17 kN         | 61,61 kN                        |
| Applicazioni                     | Gulfstream IV Gulfstream IV-SP | Fokker F100 Fokker F70 | Fokker F100      | Boeing 727-100QF | Gulfstream G350 Gulfstream G450 |